# Sunayna Wahi
Sunayna Wahi (* 14. August 1990) ist eine surinamische Sprinterin.

## Sportliche Laufbahn
2009 qualifizierte sich Sunayna Wahi für die Weltmeisterschaften in Berlin und schied dort über 200 Meter im Vorlauf aus. Bei den Südamerikameisterschaften in Lima erreichte sie Platz fünf über 200 Meter und schied über 100 Meter in der ersten Runde aus.
2015 belegte sie bei den Südamerikameisterschaften in Lima über 100 Meter den sechsten Platz und über 200 Meter den fünften. Zudem qualifizierte sie sich für die Panamerikanischen Spiele in Toronto, bei denen sie über 200 nicht in das Halbfinale gelangte. 2016 nahm sie für ihr Land an den Olympischen Spielen in Rio de Janeiro teil und erreichte dort die Vorrunde. 2017 nahm sie an den Südamerikameisterschaften in Luque teil und belegte dort über 200 Meter den sechsten Platz.

## Persönliche Bestzeiten
- 100 m: 11,42 s (0,0 m/s), 9. Mai 2017 in Gunnison (Surinamischer Rekord)
  - 60 m (Halle): 7,43 s, 4. Februar 2017 in Alamosa (Surinamischer Rekord)
- 200 m: 23,57 s (+0,8 m/s), 27. Mai 2017 in Bradenton
  - 200 m (Halle): 23,67 s, 11. März 2017 in Birmingham (Surinamischer Rekord)